# Høruphav
 Ikke at forveksle med bugten Hørup Hav
Høruphav er en by på Als 7 km øst for Sønderborg med 2.723 indbyggere  (2024) beliggende i Hørup Sogn. Indtil kommunesammenlægningen i 2007 var Høruphav hovedbyen i Sydals Kommune. Byen ligger i Sønderborg Kommune og tilhører Region Syddanmark.
Det oprindelige Høruphav er i dag sammenvokset med den tidligere nabolandsby Kirke Hørup til ét byområde. Byen var tidligere et fiskerleje og har bevaret en række smalle krogede stræder med små huse. Det gamle Høruphav er omgivet af nyere villakvarterer og byen har indkøbsmuligheder i form af en Superbrugs , Rema 1000, glaspusteri med glaskunst, Høruphav Grill & Pizza, café, apotek, tandlægeklinik, malerforretning og en trælast med byggemarked.
Den tidligere delvise militære havn, ved bugten Hørup Hav, er i nutiden lystbådehavn med 330 bådpladser. Havnen er privat og ejes af Høruphav Brolaug. Nord for havnen ligger Hotel Baltic fra 1875. Høruphav har gennem generationer været rekreationsområde for Sønderborgs beboere. I den sydøstlige, fladvandede ende afspærres Hørup Hav fra Flensborg Fjord af landtangen Drejet.
Lambjerg Indtægt har et areal på 98 hektar hvoraf de 69 er skov. Skoven er en frodig bøgeskov, der ligger umiddelbart vest for Høruphav. Skoven er delt i en nordlig og sydlig del af hovedvejen Sdr. Landevej. Trillen har tidligere været udnyttet til græsning (indtil for ca. 40 år siden), men er nu tilgængeligt for publikum.
Trillen er et dejligt naturområde syd for statsskoven Lambjerg Indtægt. Trillen består af en lang sandtange med flere små "øer", som omkranser den fuglerige sø Vælddam. På den største af øerne Store Trille er der en næsten urskovsagtig bevoksning og et fugletårn med fin udsigt over Vælddam. Trillen er udlagt til EF-fuglebeskyttelsesområde og administrativt fredet som vildtreservat. Hovedformålene med området er, at
der sikres den nødvendige fred for de mange fugle i Vælddam, men også, at sandtangen fortsat er tilgængelig for publikum.
2016 blev Gendarmstien forbundet fra Høruphav til afsnittet Vibæk-Skovby. Strækningen Høruphav-Skovby på ca. 10,2 km er markeret med den kendte gendarmskiltning. Etapen er ikke omfattet af certifikatet Europæisk Kvalitetsvandrevej, men forventes at opnå certificering i 2018.

## Historie
Stednavnet kendes fra 1690 som Høruphaff. 1483 hed sognenavnet Hørup: Hodorp, af høj 'gravhøj' og -torp 'udflytterby'. Haf 'hav', om bugten mellem Kegnæs og resten af Als.
Havnen er delvis anlagt til militære formål fra 1848 til 1918 på grund af beliggenheden ved mundingen af den 9 km lange bugt Hørup Hav.
Under de danske soldaters tilbagetog til Kegnæs i den 2. Slesvigske Krig i 1864, faldt den sidste danske soldat i krigen den 29. juni 1864, da han alene stod i kamp med en fjendtlig afdeling i statskoven Lambjerg Indtægt vest for byen. Mindestenen i skoven, i nærheden af landevejen, har inskriptionen: Her hviler Menig Nr. 350 af 10. Reg. 2. Komp. Ludvig Hansen født 1841 i Haderslev.
Søndag aften den 11 marts 1883 kæntrede færgeprammen mellem Høruphav og Kegnæs ud for Høruphav. Alle 10 om bord druknede eller frøs ihjel. De forulykkede efterlod 2 enker og 16 børn, af hvilke 10 blev forældreløse.
Hotel Baltic blev bygget i 1875. Hotellet har gennem generationer været ejet af familien Willesen, indtil det i 1992 blev købt af skibsreder Hans Michael Jebsen, som driver hotellet videre med forpagtere.
Den tyske Torpedostation Hørup Klint fra 1. Verdenskrig lå øst for Høruphav. Bygningerne blev nedrevet i 1970´erne og erstattet af et villakvarter.